# 高登神獸卡
高登神獸卡（英語：Golden Creature Card），又名高登神獸戰（英語：Battle of Golden Monster），是香港高登討論區會員製作的卡片遊戲作品，原作者為糊手然塗。主要是以日本的《寵物小精靈》、《遊戲王》等遊戲卡為藍本，並受中國大陸的網絡十大神獸啟發，基於一些網路術語及事件而創作。例如金廁仆街鳥（今次仆街了）、真參鮫（真心膠）符撚鹿（符撚碌）、麒麟怪（奇撚怪）皆為廣東話諧音，該作品推出後大受網民歡迎，迅即熱爆香港網絡。暫時總共有2,600張卡。

## 發展歷史
神獸卡第一、二代均由高登討論區會員糊手然塗創作和發佈。後來高登會員神秘用戶乘勢創作和發佈新一代。 原作者糊手然塗後來也創作和發佈第三代，並設立高登神獸卡（遊戲卡） Facebook專頁等推出神獸卡實物，在書展、香港動漫電玩節發售。
2011年7月，有網民自行建立「高登神獸卡製作器」，以便其他網民自行製作屬於自己的神獸卡，並在高登神獸卡（遊戲卡） Facebook專頁網上流傳，引來不少用戶自行建立，短短兩個月共製作了超過6000張。其不足為瀏覽器的支持。
2011年8月，香港TOM集團旗下「CUP出版」，替糊手然塗推出神獸卡。

## 得獎紀錄
2011年，高登神獸系列在香港高登首屆「網絡紅人選舉」中獲得「最佳網絡創作獎」。